# Brontë (cráter mercuriano)
Brontë es un cráter de impacto de 68 km de diámetro del planeta Mercurio. Debe su nombre las escritoras inglesas y el artista inglés Familia Brontë (Charlotte (1816-1855), Emily (1818-1848), Anne (1820-1849), Patrick Branwell Brontë (1817-1848), y su nombre fue aprobado por la  Unión Astronómica Internacional en 1976.